# Institut Roslin
L'Institut Roslin (The Roslin Institute) est un institut de recherche public situé à Roslin, un village du Midlothian, en Écosse, qui est parrainé par le Conseil pour la recherche en biotechnologie et sciences biologiques. 
En 1996, Sir Ian Wilmut, Keith Campbell et leurs confrères ont créé la brebis Dolly, le premier mammifère à être cloné à partir d'une cellule adulte. Un an plus tard, c'était le tour de Polly et Molly (en), les deux premiers moutons transgéniques qui possédaient dans leur génome un gène humain. 
En 2007, une équipe de Roslin a mis au point des poulets génétiquement modifiés capables de pondre des œufs contenant des protéines nécessaires à la fabrication de médicaments pour la lutte contre le cancer. 